# Leștioara
Leștioara – wieś w Rumunii, w okręgu Arad, w gminie Hălmagiu. W 2011 roku liczyła 42 mieszkańców. 